# Three Faces East (commedia)
Three Faces East è una commedia teatrale scritta da Anthony Paul Kelly
La prima si tenne a Broadway a New York, al teatro Cohan and Harris il 13 agosto 1918.
Three Faces East venne ripresa a Broadway, prodotta da Cohan & Harris. In totale, la pièce ebbe 335 recite. Il soggetto era basato su una trama di spionaggio, argomento molto in voga all'epoca, con gli Stati Uniti ancora in prima fila in Europa a combattere contro la Germania nella prima guerra mondiale. Il lavoro di Kelly, in seguito, fu adattato per lo schermo in tre diverse versioni cinematografiche, una muta e due sonore.

## Cast della prima: 13 agosto 1918
- Grace Ade: Dorothy
- Emmett Corrigan: Valdar
- Herbert Evans: Thompson
- Fred J. Fairbanks: colonnello Van Ritter
- Marion Grey: la signora Bennett
- Charles Harbury: George Bennett
- Violet Heming: Helen
- William Jeffrey: tenente Frank Bennett
- Harry Lambart: Hewlitt
- David L. Leonard: Brixton
- Mary Ilene Mack: infermiera
- Otto Niemeyer: Capitano Luchow
- Joseph Selman: Kugler
- Frank Sheridan: Yeats
- Frank Westerton: tenente Arthur Bennett
- Cora Witherspoon: Miss Risdon

### Trasposizioni cinematografiche
- Three Faces East, regia di Rupert Julian (1926)
- Agente segreto Z1 (Three Faces East), regia di Roy Del Ruth (1930)
- British Intelligence, regia di Terry O. Morse (1940)